# Centropyge joculator
Centropyge joculator là một loài cá biển thuộc chi Centropyge trong họ Cá bướm gai. Loài này được mô tả lần đầu tiên vào năm 1974.

## Từ nguyên
Từ định danh của loài, joculator, trong tiếng Latinh có nghĩa là "tên hề", hàm ý đề cập đến màu sắc sáng chói (có phần lòe loẹt) của chúng.

## Phạm vi phân bố và môi trường sống
C. joculator chỉ được ghi nhận tại hai vị trí ở Đông Ấn Độ Dương: quần đảo Cocos (Keeling) và đảo Giáng Sinh, đều là những vùng lãnh thổ của Úc. Chúng sống gần các rạn san hô viền bờ ở độ sâu khoảng từ 8 tới 70 m.

## Mô tả
C. joculator có chiều dài cơ thể tối đa được biết đến là 9 cm. Đầu và thân trước, cũng như vây đuôi của C. joculator có màu vàng tươi; toàn bộ phần thân còn lại có màu xanh lam tím rất sẫm (gần như đen). Vây ngực và vây bụng có màu vàng như thân trước. Vây lưng và vây hậu môn tiệp màu với phần thân sau, có dải viền màu xanh óng ở rìa. Một vòng cung màu xanh lam sáng bao quanh mắt. Cá con có thêm một đốm tròn đen viền xanh sáng ở cuối vây lưng.
Về kiểu hình, C. joculator khá giống với loài họ hàng Centropyge bicolor, nhưng C. bicolor lại có một vệt xanh trên mắt, thay vì là vòng xanh như C. joculator.
Số gai ở vây lưng: 14; Số tia vây ở vây lưng: 16–17; Số gai ở vây hậu môn: 3; Số tia vây ở vây hậu môn: 17.

## Sinh thái học
Thức ăn chủ yếu của C. joculator là tảo. C. joculator thường sống theo từng nhóm nhỏ, với một con đực trưởng thành thống trị những con cá cái trong hậu cung của nó (một nhóm có khoảng 4–5 cá thể), đôi khi chúng cũng có thể sống đơn độc hoặc theo cặp. Như nhiều loài Centropyge khác, C. joculator cái lớn nhất đàn có thể chuyển đổi giới tính thành cá đực nếu con đực đầu đàn biến mất.
C. joculator cùng với hai loài là Centropyge multicolor và Centropyge nahackyi hợp thành nhóm phức hợp loài "multicolor" do có sự giống nhau về mặt di truyền, mặc dù C. joculator có hình thái rất khác biệt so với hai loài còn lại.

## Thương mại
C. joculator đôi khi được đánh bắt trong ngành thương mại cá cảnh, nhưng những khó khăn trong việc thu thập khiến chúng có giá khá đắt.